# Hôtel du haut doyenné de Lisieux
L'hôtel du haut-doyenné de Lisieux est un ancien presbytère construit en 1769 et qui abrite depuis 1978 l'École nationale de musique et de danse.

## Historique
Le haut-doyen était le plus haut dignitaire ecclésiastique de Lisieux après l'évêque-comte. En 1769, Jean-Baptiste-René Le Bas de Fresne fait reconstruire la maison canoniale. En 1884, les frères des écoles chrétiennes transforment le bâtiment en école. Épargné par les bombardements de 1944, le bâtiment est acquis en 1978 par la ville de Lisieux pour y transférer son école de musique, l'actuelle École nationale de musique et de danse.

## Architecture
Les façades et les toitures, les pièces avec décor dont quatre au rez-de-chaussée et une au premier étage font l’objet d’un classement au titre des monuments historiques depuis le 16 mai 1979.

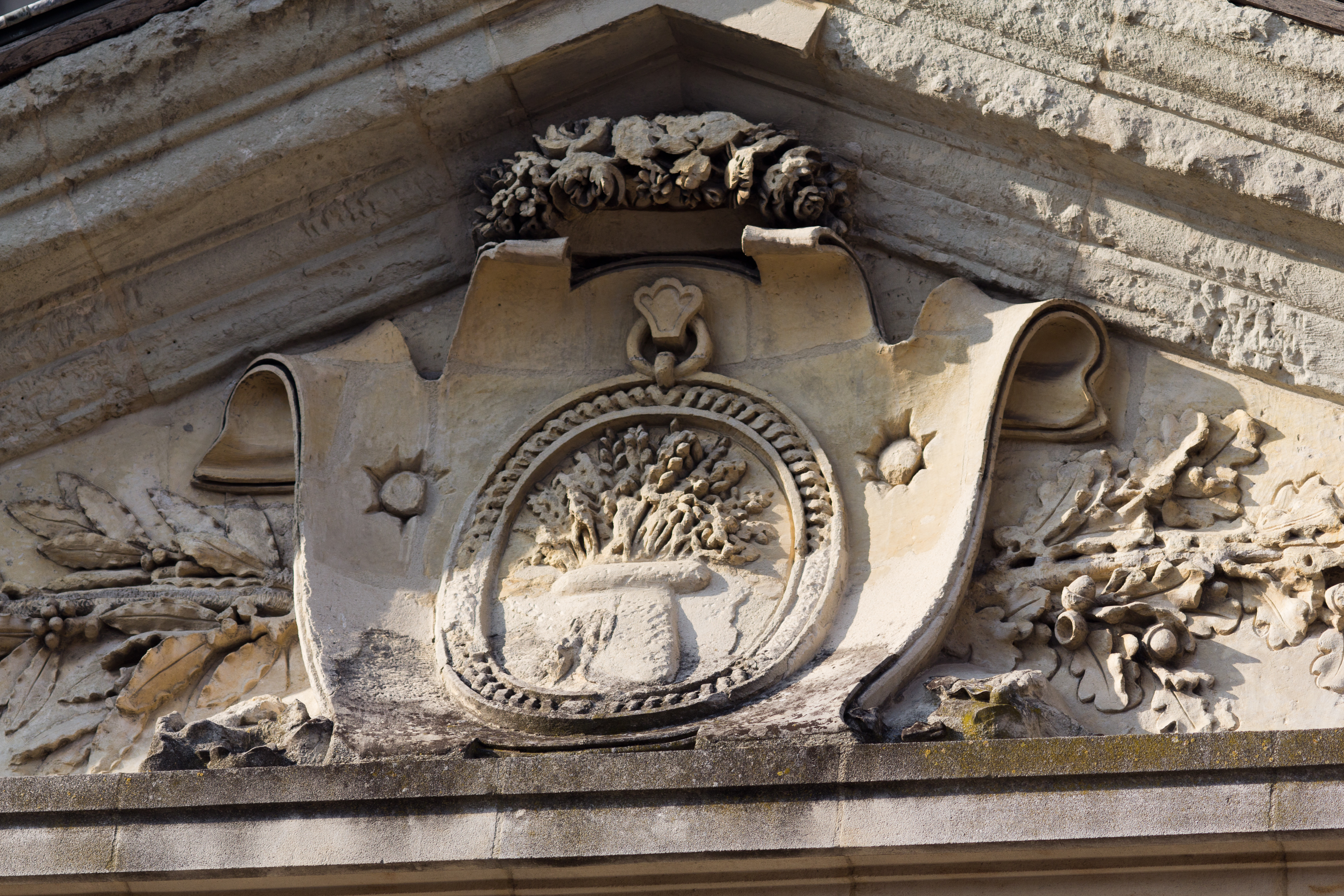
Tympan en façade arrière.
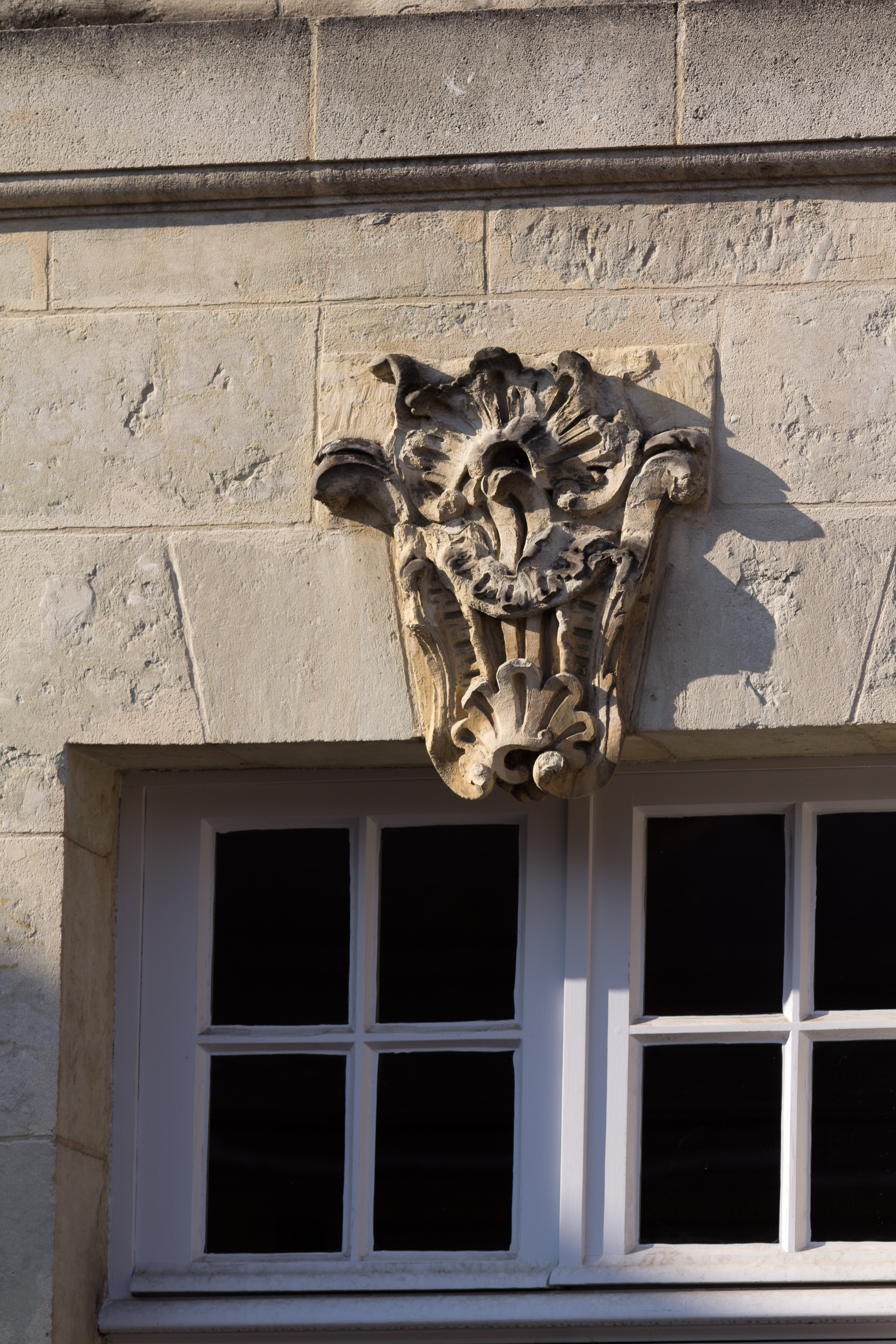
Clé d'arc.
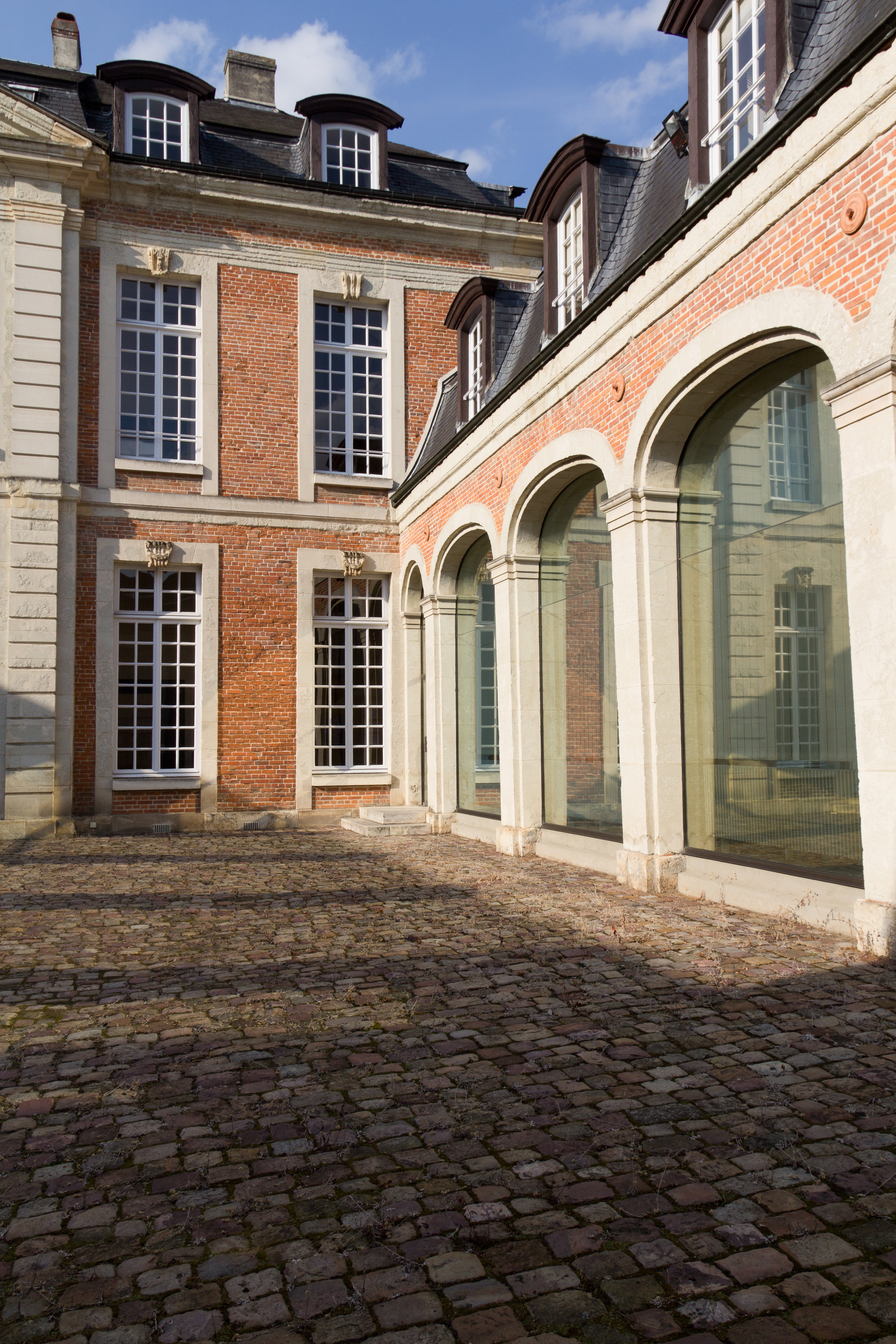
L'aile est, côté cour intérieure.